# GOLDEN☆BEST 小柳ルミ子 シングル・コレクション
『GOLDEN☆BEST 小柳ルミ子 シングル・コレクション』（ゴールデン☆ベスト こやなぎルミこ - ）は、小柳ルミ子のベスト・アルバム。2005年3月24日発売。発売元はSony Music Direct。規格品番：MHCL-518。

## 解説
各レコード会社から発売されている“ゴールデン☆ベスト”シリーズの中の1枚で、1971年のデビュー・シングル「わたしの城下町」から1988年の「LEATHERY」まで、昭和時代に発売されたシングル全43枚のA面曲を網羅したシングル・コレクション。
CD帯には、2002年に発売された “新三人娘” の作品『GOLDEN☆BEST 南沙織 筒美京平を歌う』『GOLDEN☆BEST 天地真理 コンプリート・シングル・コレクション・アンド・モア』の広告が掲載された。この3アイテムで、3人の1971年から1974年までの全シングルA面曲を聴くことが出来る（南沙織は、カヴァー曲「カリフォルニアの青い空」のみ欠落）。
『小柳ルミ子 CD-BOX』（2002/5/21発売）の監修者でもある、合田道人による解説ライナーノーツ付き。
1970年から始まった、日本国有鉄道（国鉄、現・JR）の集客キャンペーン“ディスカバー・ジャパン”の流れに乗って、デビューからしばらく旅情・抒情歌を発売した。それら一連のヒット・ソングが収録されている。歌詞ブックレットには、ミニサイズの全シングル・ジャケット写真を掲載。

## 収録曲
作曲:平尾昌晃 編曲:森岡賢一郎

### Disc 1
1. わたしの城下町（2:55）
  - 作詞:安井かずみ
  - 第22回NHK紅白歌合戦 歌唱曲。南沙織とともにデビュー年の初出演を果たした。
  - 第13回日本レコード大賞・最優秀新人賞、および第2回日本歌謡大賞・放送音楽新人賞受賞。
  - オリコン総合チャート12週連続第1位獲得曲（12週連続の長さは、女性ソロ歌手歴代1位）。
2. お祭りの夜（3:44）
  - 作詞:安井かずみ
3. 雪あかりの町（3:39）
  - 作詞:山上路夫
4. 瀬戸の花嫁（3:16）
  - 作詞:山上路夫
  - 第23回NHK紅白歌合戦 歌唱曲
  - 第14回日本レコード大賞・歌唱賞、および第3回日本歌謡大賞受賞
  - 第23回NHK紅白歌合戦 歌唱曲、オリコン総合チャート第1位獲得曲。
5. 京のにわか雨（3:29）
  - 作詞:なかにし礼
  - オリコン総合チャート第1位獲得曲。
6. 漁火恋唄（3:21）
  - 作詞:山上路夫
  - 第24回NHK紅白歌合戦 歌唱曲。紅組トップバッターを務めた。
7. 春のおとずれ（3:04）
  - 作詞:山上路夫 作曲: 森田公一
  - 同名アルバムが、オリコンアルバムチャート第1位獲得（1973年4月9日付）。
8. 恋にゆれて（3:00）
  - 作詞:安井かずみ
9. 十五夜の君（3:35）
  - 作詞:安井かずみ 作曲: 浜圭介
10. 恋の雪別れ（3:17）
  - 作詞:安井かずみ
11. 花のようにひそやかに（3:12）
  - 作詞:阿久悠
12. ひとり囃子 〜祇園祭より〜（4:10）
  - 作詞:喜多条忠
13. 冬の駅（3:49）
  - 作詞:なかにし礼 作曲:加瀬邦彦
  - 第25回NHK紅白歌合戦 歌唱曲、オリコン総合チャート第1位獲得。
14. 黄昏の街（3:04）
  - 作詞:林春生 作曲:加瀬邦彦
15. ひと雨くれば（3:06）
  - 作詞:麻生香太郎 作曲:井上忠夫
16. 花車（3:24）
  - 作詞:麻生香太郎 作曲:森岡賢一郎
  - 第26回NHK紅白歌合戦 歌唱曲、および第17回日本レコード大賞・歌唱賞受賞
17. 桜前線（4:08）
  - 作詞:麻生香太郎 作曲:徳久広司 編曲:馬飼野俊一
18. 恋岬（3:38）
  - 作詞・作曲:小林亜星
19. 夾竹桃は赤い花（3:13）
  - 作詞:岩谷時子 作曲・編曲:宮川泰
20. 逢いたくて北国へ（3:52）
  - 作詞:橋本淳 作曲:井上忠夫
  - 第27回NHK紅白歌合戦 歌唱曲
21. 思い出にだかれて（2:56）
  - 作詞:橋本淳 作曲:佐瀬壽一 編曲:川口真
22. 星の砂（3:20）
  - 作詞:関口宏 作曲:出門英
  - 第28回NHK紅白歌合戦 歌唱曲
  - 原曲は由紀さおりがテレビ番組『オールスター作詞大賞』で歌った「八重山哀歌」。
  - 当時は、紅白歌合戦司会者の候補にも名が上がったとされる[2]。
23. 湖の祈り（3:45）
  - 作詞:関口宏 作曲:出門英
  - 本ベスト盤のジャケット写真は、このシングルのもの。

### Disc 2
1. ひとり歩き（4:01）
  - 作詞:なかにし礼 作曲:さかうえけんいち
2. 夢追い列車（2:57）
  - 作詞:伊藤アキラ 作曲:平尾昌晃 編曲:萩田光雄
3. 泣きぬれてひとり旅（4:53）
  - 作詞・作曲:河島英五
4. 雨…（4:01）
  - 作詞・作曲:中島みゆき 編曲:萩田光雄
  - 第29回NHK紅白歌合戦 歌唱曲
5. スペインの雨（3:41）
  - 作詞:阿久悠 作曲:大野克夫 編曲:萩田光雄
6. 恋ごころ（4:01）
  - 作詞:竜真知子 作曲:井上堯之 編曲:馬飼野俊一
  - 第30回NHK紅白歌合戦 歌唱曲
7. 来夢来人（4:38）
  - 作詞:岡田冨美子 作曲:筒美京平 編曲:萩田光雄
  - 第31回NHK紅白歌合戦 歌唱曲
8. 螢火（4:08）
  - 作詞:門谷憲二 作曲:出門英 編曲:川上了
9. ジョーク（3:23）
  - 作詞・作曲:中村泰士 編曲:高田弘
10. 南風（4:17）
  - 作詞:いではく 作曲:遠藤実 編曲:宮川泰
11. たそがれラブコール（3:55）
  - 作詞:阿久悠 作曲・編曲:川口真
  - 第32回NHK紅白歌合戦 歌唱曲
12. みだれ髪（3:54）
  - 作詞:喜多条忠 編曲:竜崎孝路
  - 第33回NHK紅白歌合戦 歌唱曲
13. 通りゃんせ帰りゃんせ（3:53）
  - 作詞:岡田冨美子 作曲:小杉保夫 編曲:高田弘
14. お久しぶりね（3:50）
  - 作詞・作曲:杉本真人 編曲:梅垣達志
  - 第34回NHK紅白歌合戦 歌唱曲
15. 今さらジロー（4:00）
  - 作詞・作曲:杉本真人 編曲:梅垣達志
  - 第35回NHK紅白歌合戦 歌唱曲
16. 乾杯!（4:21）
  - 作詞・作曲:杉本真人 編曲:梅垣達志
  - 第36回NHK紅白歌合戦 歌唱曲。1曲の間で何度も衣装の早変わりを披露した。
17. 乱（3:46）
  - 作詞:FUMIKO 作曲:玉置浩二 編曲:奥慶一
  - 石川ひとみ「恋」（1983.9.21）のリメイク楽曲（同一メロディ・歌詞違い）。
  - 第37回NHK紅白歌合戦 歌唱曲。司会者の目加田賴子からは「紅組のダンシング・クイーン」と紹介された。
18. 背中でちょっとI Love You（3:22）
  - 作詞:園部和範・小柳ルミ子 作曲:岡本朗 編曲:吉川忠英
19. 泣かないから（4:16）
  - 作詞:松井五郎 作曲：玉置浩二 編曲:武部聡志
20. LEATHERY（3:47）
  - 作詞:湯川れい子 作曲：Mieko 編曲:中村哲

## 関連作品
- GOLDEN☆BEST 新三人娘 〜天地真理・小柳ルミ子・南沙織〜